# Linha Verde (Belo Horizonte)

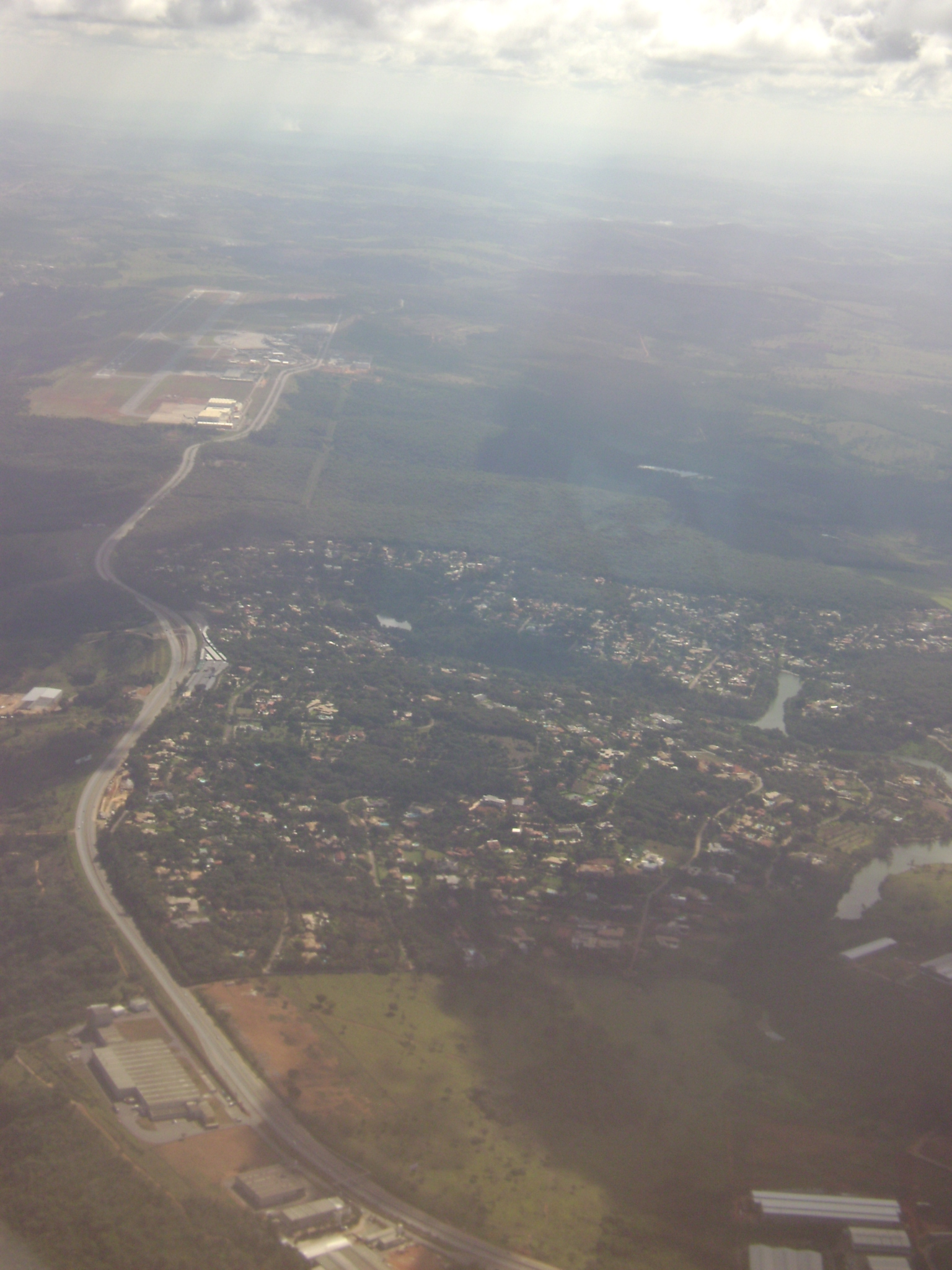
Linha Verde ao lado do aeroporto Internacional de Belo Horizonte-Confins.

Linha Verde é um projeto de vias lançado em 24 de maio de 2005 pelo governo do estado de Minas Gerais. Trata-se de um conjunto de obras viárias que envolve Belo Horizonte e a sua região metropolitana. 

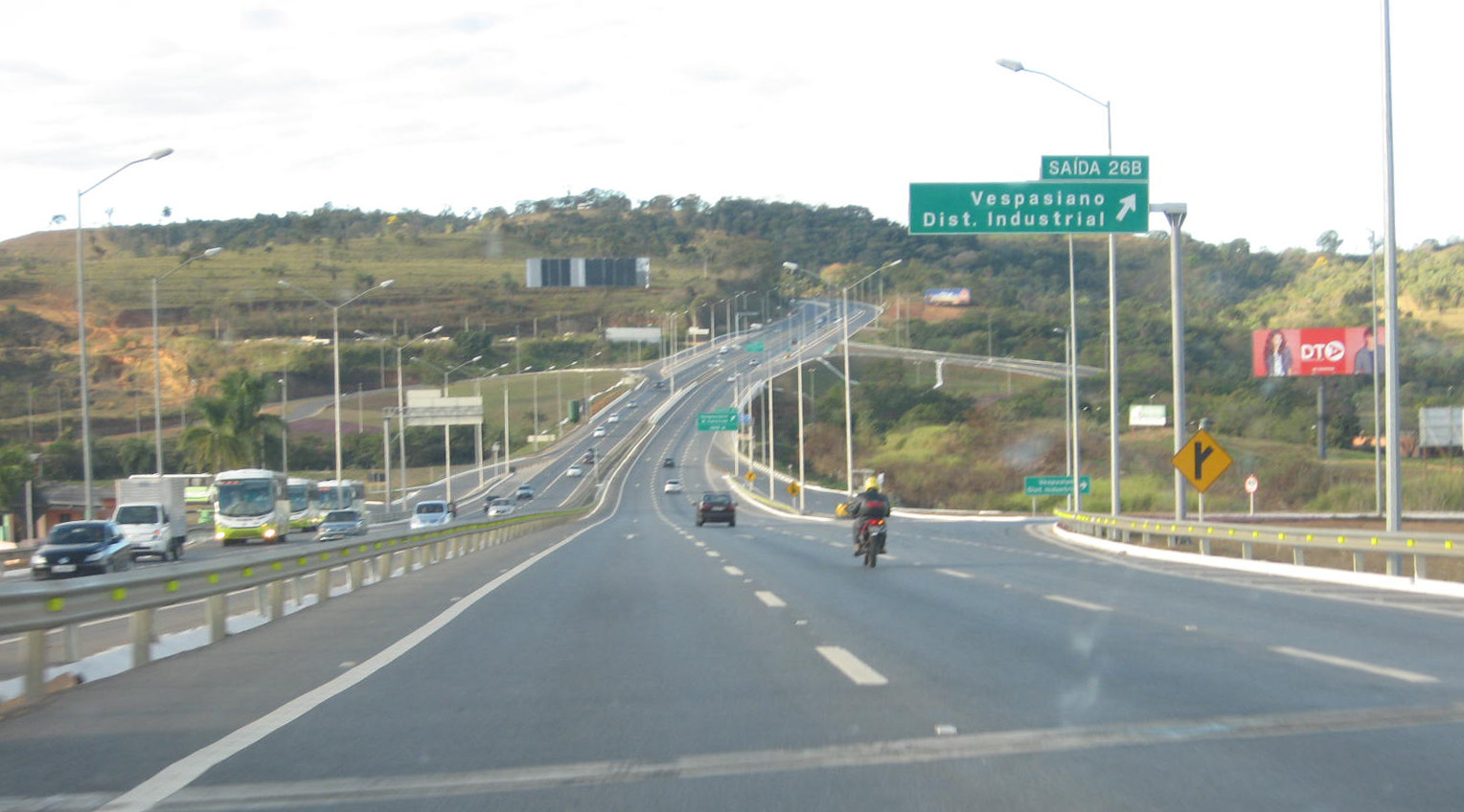
Linha Verde

O empreendimento inclui intervenções nas avenidas Andradas, do Contorno, Cristiano Machado, e na rodovia MG-010. Uma via expressa, com 35,4 km de extensão, liga o centro de BH ao Aeroporto Internacional Tancredo Neves, no município de Confins. A Linha Verde visa beneficiar mais de 3,5 milhões de pessoas, em quase 100 bairros da capital e mais de dez municípios.

## Objetivos

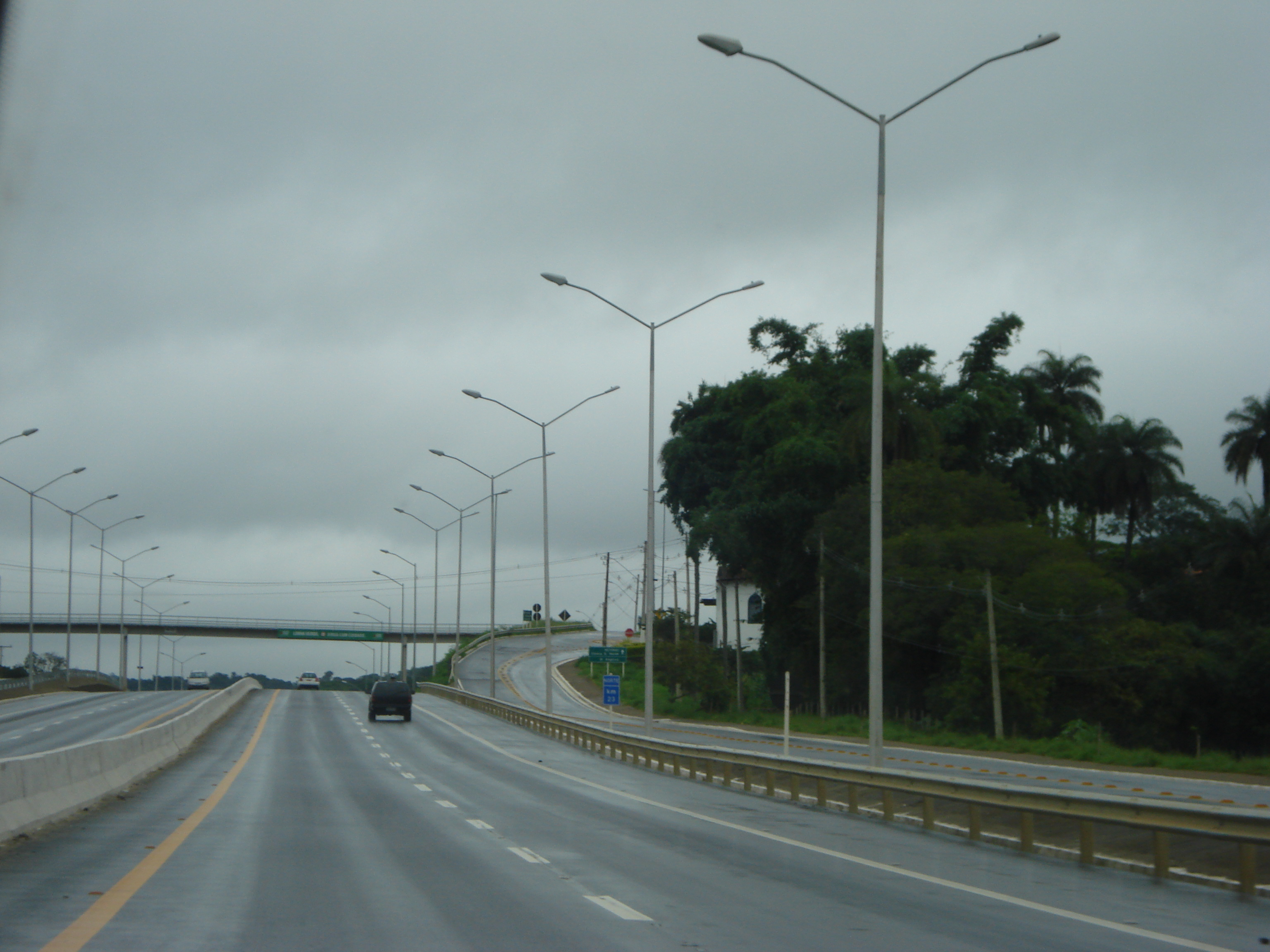
Trecho da Linha Verde já concluído, pode-se verificar também um de seus inúmeros viadutos.

A Linha Verde foi lançada para requalificar a área próxima à estação rodoviária e ao Parque Municipal, além de desafogar o trânsito, garantindo segurança, para motoristas e pedestres que trafegam na avenida Cristiano Machado, principal acesso à região norte da Região Metropolitana de Belo Horizonte e às regionais Nordeste, Venda Nova e Norte. O incremento do Aeroporto Internacional Tancredo Neves deu à via importância estratégica na economia, transformando-a em prioridade para o Governo de Minas e para a Prefeitura de Belo Horizonte. A Linha Verde tem como um dos objetivos melhorar a articulação viária e de transporte da capital com Ribeirão das Neves, São José da Lapa, Santa Luzia, Pedro Leopoldo, Vespasiano, Lagoa Santa e outros municípios.
As obras foram iniciadas no final de 2005 e foram concluídas no início de 2009.

## Construção
As obras foram dividas em três partes: a cobertura de uma extensão de 1,4 km do Ribeirão Arrudas (resultando na criação do Boulevard Arrudas), entre a alameda Ezequiel Dias e a rua Rio de Janeiro; a intervenção na avenida Cristiano Machado, entre o túnel Tancredo Neves e o término da rodovia MG-010, numa extensão de 12 km; a duplicação e restauração de uma extensão de 22 km da rodovia MG-010, entre o viaduto sobre a avenida Pedro I (Belo Horizonte) e o acesso ao Aeroporto Internacional Tancredo Neves.
As obras no Boulevard Arrudas terminaram em 7 de março de 2007. A maior parte das obras de duplicação na Rodovia MG-010 foram concluídas ao longo do ano de 2007 assim como diversos trechos das obras na avenida Cristiano Machado. As obras na avenida Cristiano Machado foram finalizadas no início de 2009.

## Meia maratona
Em 6 de abril de 2008 foi realizada a primeira edição da Meia Maratona Linha Verde, com percurso de 21 km entre a rodovia MG-010 e a Praça da Estação. Os atletas do Quênia Kiprono Mutai e Eunice Kirwa foram os vencedores das categorias masculina e feminina, respectivamente.